# True Kings of Norway
True Kings of Norway è una raccolta di brani di cinque band black metal norvegesi: Ancient, Arcturus, Dimmu Borgir, Emperor e Immortal.  Pubblicata dall'etichetta discografica Spikefarm Records il 12 giugno 2000.
Il libretto interno rappresenta, mediante diagramma di flusso, la successione secondo cui si esibiscono le band.

## Tracce
1. The Ancient Queen (Emperor)
2. Witches Sabbath (Emperor)
3. Lord Of The Storms (Evil Necro Voice From Hell re-mix) (Emperor)
4. Diabolical Fullmoon Mysticism (Immortal)
5. Unholy Forces Of Evil (Immortal)
6. The Cold Winds Of Funeral Frost (Immortal)
7. Inn I Evighetens Mørke (Part. I) (Dimmu Borgir)
8. Inn I Evighetens Mørke (Part. II) (Dimmu Borgir)
9. Raabjørn Speiler Draugheimens Skodde (Dimmu Borgir)
10. Det Glemte Riket (Ancient)
11. Huldradans (Ancient)
12. My Angel (Arcturus)
13. Morax (Arcturus)

## Provenienza
Tutte le tracce provengono da precedenti pubblicazioni di EP 7":
- Emperor - As the Shadows Rise (1994);
- Immortal - Immortal (1991);
- Dimmu Borgir - Inn i evighetens mørke (1994);
- Ancient - Det glemte riket (1994).
- Arcturus - My Angel (1991).